# Chlumy
Chlumy (en allemand : Chlum) est une commune du district de Plzeň-Sud, dans la région de Plzeň, en République tchèque. Sa population s'élevait à 103 habitants en 2022.

## Géographie
Chlumy se trouve à 7 km au sud-est de Nepomuk, à 39 km au sud-est de Plzeň et à 81 km à l'ouest-sud-ouest de Prague.
La commune est limitée par Mileč au nord, par Oselce à l'est, par Nekvasovy au sud et à l'ouest.

## Histoire
La première mention écrite de la localité date de 1558.

## Galerie

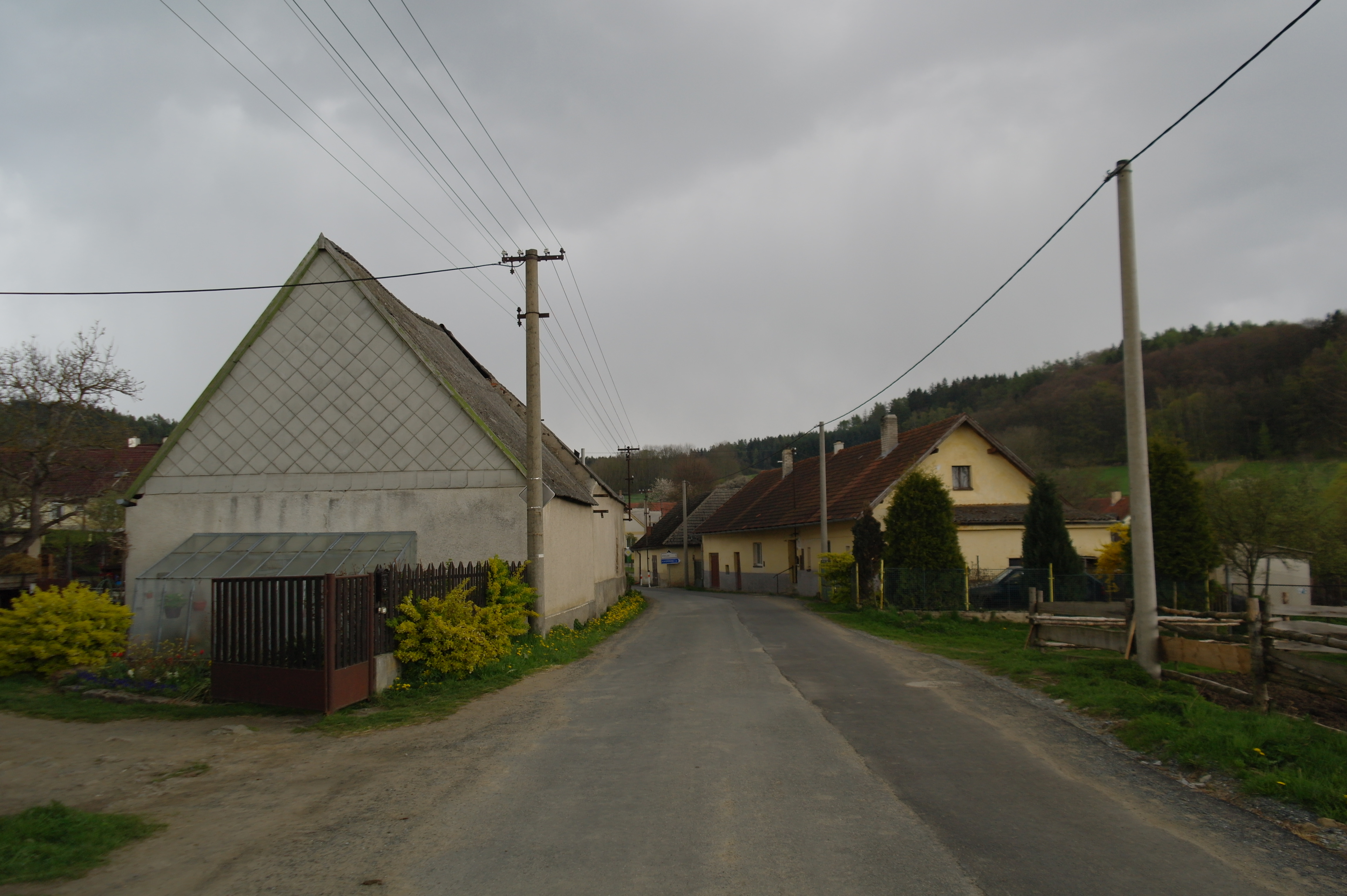
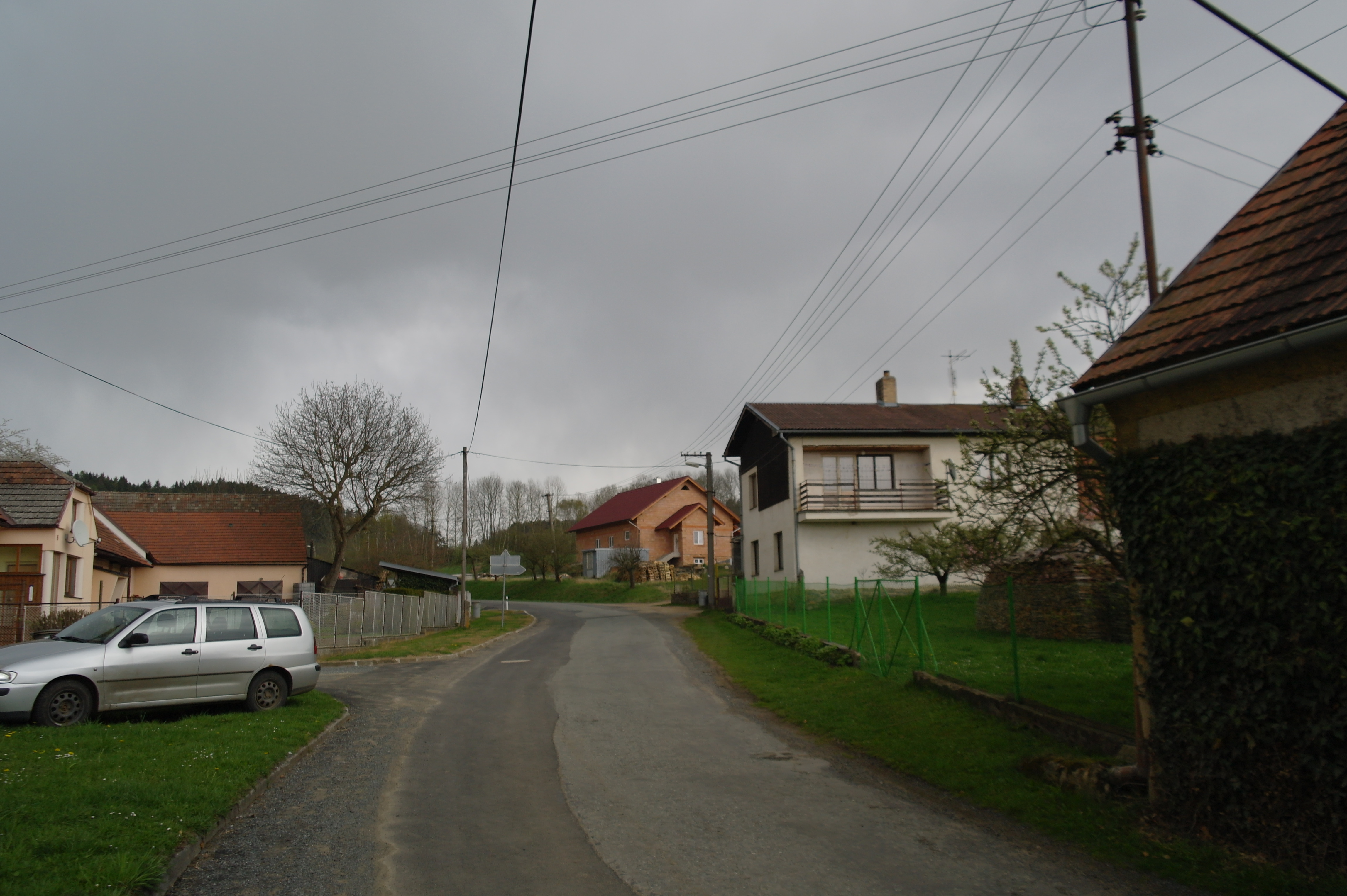

## Transports
Par la route, Chlumy se trouve à 9 km de Nepomuk, à 32 km de Klatovy, à 34 km de Strakonice, à 48 km de Plzeň et à 107 km de Prague. 